# مؤتمر أسبوع الأربعين ساعة، 1935
مؤتمر أسبوع الأر بعين ساعة، 1935 هي اتفاقية منظمة العمل الدولية. تأسس عام 1935، مع مقدمته:
وإذ يأُخذ في عين الاعتبار أنه عملاً بالقرارات المعتمدة في الدورتين الثامنة عشرة والتاسعة عشرة لمؤتمر العمل الدولي، فمن الضروري بذل جهد مستمر لتقليل ساعات العمل في جميع أشكال التوظيف إلى أقل حد ممكن ؛ . .

## مصادقات
تم التصديق على الاتفاقية من قبل 15 دولة اعتباراً من عام 2013.
| دولة                                                    | تاريخ      | حالة  |
| ------------------------------------------------------- | ---------- | ----- |
| أستراليا                                                | 1970:10:22 | صادقت |
| أذربيجان                                                | 1992:5:19  | صادقت |
| بيلاروسيا (باسم جمهورية بيلوروسيا الاشتراكية السوفيتية) | 1956:08:21 | صادقت |
| فنلندا                                                  | 1989:11:23 | صادقت |
| كوريا الجنوبية                                          | 2011:11:07 | صادقت |
| قيرغيزستان                                              | 1992:03:31 | صادقت |
| ليتوانيا                                                | 1994:09:26 | صادقت |
| مولدوفا                                                 | 1997:12:09 | صادقت |
| نيوزيلاندا                                              | 1938:03:29 | صادقت |
| النرويج                                                 | 1979:03:13 | صادقت |
| الاتحاد الروسي (مثل الاتحاد السوفيتي)                   | 1956:06:23 | صادقت |
| السويد                                                  | 1982:08:11 | صادقت |
| طاجيكستان                                               | 1993:11:26 | صادقت |
| أوكرانيا (باسم جمهورية أوكرانيا الاشتراكية السوفيتية)   | 1956:08:10 | صادقت |
| أوزبكستان                                               | 1992:07:13 | صادقت |

## روابط خارجية
- نص .
- مصادقات .